# Ralf Kleindiek

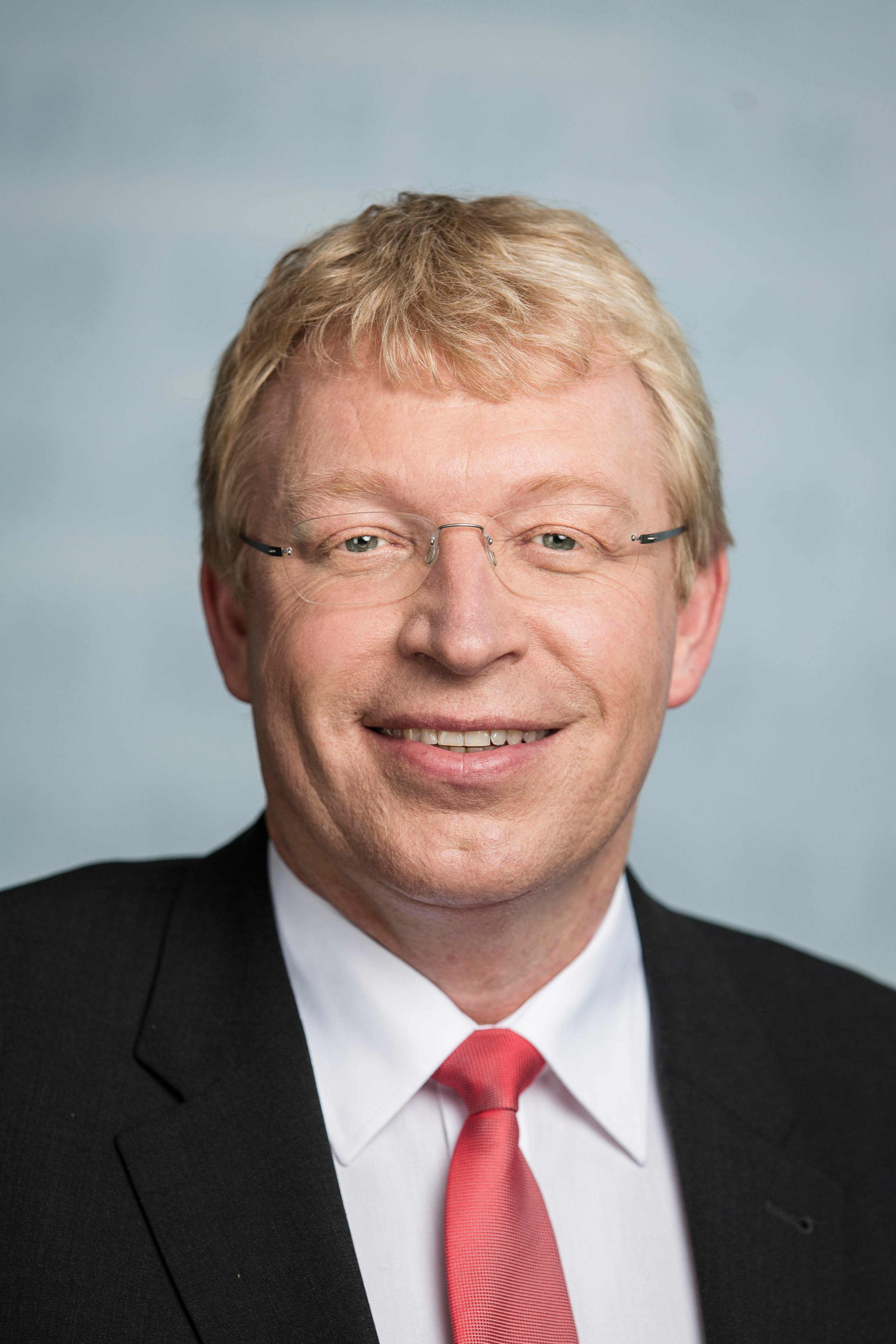
Ralf Kleindiek

Ralf Kleindiek (* 26. August 1965 in Hameln) ist ein deutscher Jurist und Ministerialbeamter (SPD). Er war von 2021 bis 2023 als Staatssekretär der Chief Digital Officer in der Berliner Senatsverwaltung für Inneres, Digitalisierung und Sport, von 2014 bis 2018 Staatssekretär im Bundesministerium für Familie, Senioren, Frauen und Jugend und von 2011 bis 2014 Staatsrat in der Hamburger Behörde für Justiz und Gleichstellung.

## Leben
Nach dem Abitur im Jahr 1984 leistete er bis 1986 Zivildienst in Hameln. Von 1986 bis 1991 studierte er  Rechtswissenschaft an der Justus-Liebig-Universität Gießen. In den Jahren 1991 bis 1996 war er dort als wissenschaftlicher Mitarbeiter angestellt und promovierte im Jahr 1997 zum Thema Wissenschaft und Freiheit in der Risikogesellschaft. Eine grundrechtsdogmatische Untersuchung zum Normbereich von Art. 5 Abs. 3 Satz 1 des Grundgesetzes. Anschließend absolvierte er sein Rechtsreferendariat.
Als Jurist war er von 1999 bis 2002 im Bundesministerium des Innern (BMI) tätig, unter anderem in der Stabsstelle „Moderner Staat – Moderne Verwaltung“ und als Leiter der Projektgruppe „BundOnline 2005“. In den Jahren 2002 bis 2007 war er Leiter des Büros der damaligen Bundesjustizministerin Brigitte Zypries. Anschließend war er bis ins Jahr 2009 Unterabteilungsleiter und Leiter des Planungsstabes im Bundesministerium der Justiz (BMJ). Danach war Ralf Kleindiek bis zum 23. März 2011 Unterabteilungsleiter in der Zentralabteilung und Beauftragter des Bundesjustizministeriums für  Informationstechnik (IT).
Vom 24. März 2011 bis zum 7. Januar 2014 war er Staatsrat in der Hamburger Behörde für Justiz und Gleichstellung. Im Kabinett Merkel III war er ab dem 8. Januar 2014 Staatssekretär unter Manuela Schwesig und später Katarina Barley im Bundesfamilienministerium. Im Jahr 2015 vertrat er die Freie und Hansestadt Hamburg in der Klage gegen die Bundesregierung wegen der Einführung eines Betreuungsgeldes für Kleinkinder. Nach dem Wechsel ins Bundesfamilienministerium musste er während des Verfahrens dann aber die Position der Bundesregierung vertreten. Vom 19. März 2018 bis Dezember 2021 war er Senior Advisor bei der Boston Consulting Group.
Im Dezember 2021 wurde er zum Chief Digital Officer in der Berliner Senatsverwaltung für Inneres, Digitalisierung und Sport im Amt eines Staatssekretärs ernannt. Mit der Bildung des Senates Wegner im April 2023 schied er als Staatssekretär aus. Ihm folgte Martina Klement nach.
Zwischen Dezember 2023 und Ende 2024 war Ralf Kleindiek Interim-Geschäftsführer des ZenDiS in Bochum.
Im Rahmen seiner Tätigkeit als Staatsrat  war er auch Vorstandsmitglied der Vereinigung für Recht und Gesellschaft, eines 1976 von verschiedenen Hochschullehrern als Vereinigung für Rechtssoziologie gegründeten Vereins, welcher sich zum Ziel setzte, die sozialwissenschaftliche Ausbildung der Juristen zu verbessern und von Gralf-Peter Calliess als Vereinsvorsitzendem geführt wird.
Ralf Kleindiek ist verheiratet und lebt in Brandenburg.

## Veröffentlichungen
- Wissenschaft und Freiheit in der Risikogesellschaft. Eine grundrechtsdogmatische Untersuchung zum Normbereich von Art. 5 Abs. 3 Satz 1 des Grundgesetzes. Duncker & Humblot, Berlin 1998, ISBN 3-428-09221-X. (Schriften zum Öffentlichen Recht; SÖR 745)